# Ptilinopus fischeri
El tilopo de Fischer (Ptilinopus fischeri) es una especie de ave columbiforme de la familia Columbidae.

## Distribución geográfica
Es endémico de las selvas de Célebes (Indonesia).

## Subespecies
Se reconocen las siguientes:
- P. f. fischeri Brüggemann, 1876 - norte de Célebes
- P. f. centralis Meyer, AB, 1903 - centro y sudeste de Célebes
- P. f. meridionalis (Meyer, AB & Wiglesworth, 1893) - sudoeste de Célebes